# Israël Querido

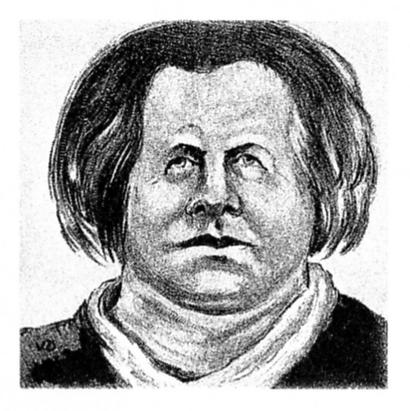
Israël Querido

Israël Querido, född 1 oktober 1874 i Amsterdam, död där 5 augusti 1932, var en nederländsk författare.
Querido, som var av portugisisk-judiskt ursprung, var helt och hållet autodidakt. Genom en rad betydande arbeten, som särskilt behandlar samhällets styvbarn, blev han en av den nederländska realismens förnämsta företrädare. Émile Zola var hans förebild i Levensgang (1901), varefter följde Menschenwee (1903). Hans stora verk är romancykeln De Jordaan, vilken består av De Jordaan (1912), Van Nes en Zeedijk (1914), Manus Peet (1922) och Mooie Karel (1925).